# Levoča
Levoča (maďarsky Lőcse, německy Leutschau, polsky Lewocza) je historické město na východním Slovensku. Leží v Prešovském kraji na hlavní silnici spojující Žilinu a Košice. Město je sídlem Levočského okresu a historicky bylo správním střediskem Spišské župy. Žije zde necelých 15 tisíc obyvatel. Dne 28. června 2009 bylo historické centrum zapsáno do Seznamu světového kulturního dědictví UNESCO jako součást lokality Levoča, Spišský Hrad a související kulturní památky.

## Historie
Levoča vznikla ze dvou původních slovanských osad, které pravděpodobně zpustošili Tataři během vpádu do Uher v roce 1241. Nejstarším písemným dokladem, v němž se objevuje název Levoča (jako „Leucha“), je listina Bély IV. z roku 1249. V roce 1271 se Levoča stala hlavním městem Společenstva spišských Sasů. Již v roce 1317 je připomínána výslovně jako královské město.
Rozvoji města podstatně pomohla výsada práva skladu, udělená Levoči Karlem Robertem v roce 1321. Tato výsada nutila zahraniční kupce zůstat ve městě 15 dní a poskytnout své zboží k prodeji. Král Zikmund Lucemburský osvobodil roku 1402 levočské kupce od práva skladu v jiných městech a roku 1411 rozšířil levočské právo skladu i na domácí kupce. Roku 1419 byli Levočané osvobozeni od placení třicátků v celém Uhersku. Tím došlo k otevření neobyčejných možností svobodného obchodování.
Příznivý vývoj města vyvrcholil na přelomu 15. a 16. století a umožnil vznik takových uměleckých skvostů, jakými je dílo mistra Pavla z Levoče v městském kostele svatého Jakuba. Slibný vývoj města přerušil v 16. století rozsáhlý požár a v 17. století protihabsburské povstání. Přesto Levoča v tomto období zůstala centrem Spiše a v 19. století se stala střediskem slovenského národního obrození.
Bylo zde založeno známé Levočské lyceum, na které v roce 1844 přišli, po odvolání Ľudovíta Štúra z profesury na bratislavském lyceu, jeho žáci z Bratislavy v čele s Jankom Franciscim.  Z významných slovenských básníků a národních buditelů, kteří v Levoči studovali a nebo působili je třeba připomenout Jána Botta, Janka Kráľe, Ľudovíta Kubániho, Pavla Dobšinského, dr. Vavra Šrobára, Alberta Škarvana a jiné.

## Části města
- Městské části: Levočská Dolina, Levočské Lúky, Závada
- Sídliště: Pri Prameni, Rozvoj, Západ I, Západ II
- Osady: Kačelák, Levočské kúpele, Odorica, Rómska osada (v meste), Rómska osada (Levočské Lúky), Rúrová

## Pamětihodnosti
Levoča si svou urbanistikou a hradbami zachovala charakter středověkého města. Je městskou památkovou rezervací.
Dominantou města je gotický kostel svatého Jakuba, obsahující jedenáct gotických a renesančních křídlových oltářů, včetně nejvyššího dřevěného gotického oltáře na světě (18,6 m), jehož autorem je pozdněgotický řezbář Pavel, zvaný Mistr Pavel z Levoče. Náměstí lemují renesanční domy. Kromě kostela svatého Jakuba stojí v prostoru náměstí také známá renesanční radnice. Ve městě jsou i další dva kostely s barokními interiéry, klasicistní budovy župního domu a evangelického kostela. Historické centrum obklopuje mohutný hradební systém o délce 2,5 km. Součástí opevnění jsou Košická a Polská brána nebo Prašná a Kupecká bašta.
K dalším památkám patří dům zvaný Brewerova tiskárna.

## Rodáci
- Etela Farkašová, filosofka
- Albert Fuchs, fyzik
- Lucia Gažiová, herečka
- Július Gretzmacher, báňský inženýr
- Erika von Thellmann, herečka
- Oľga Vronská, vlastním jménem O. Wagnerová, slovenská herečka
- Petr Weiss, psycholog a sexuolog
- Ivan Rektor, neurolog

## Galerie

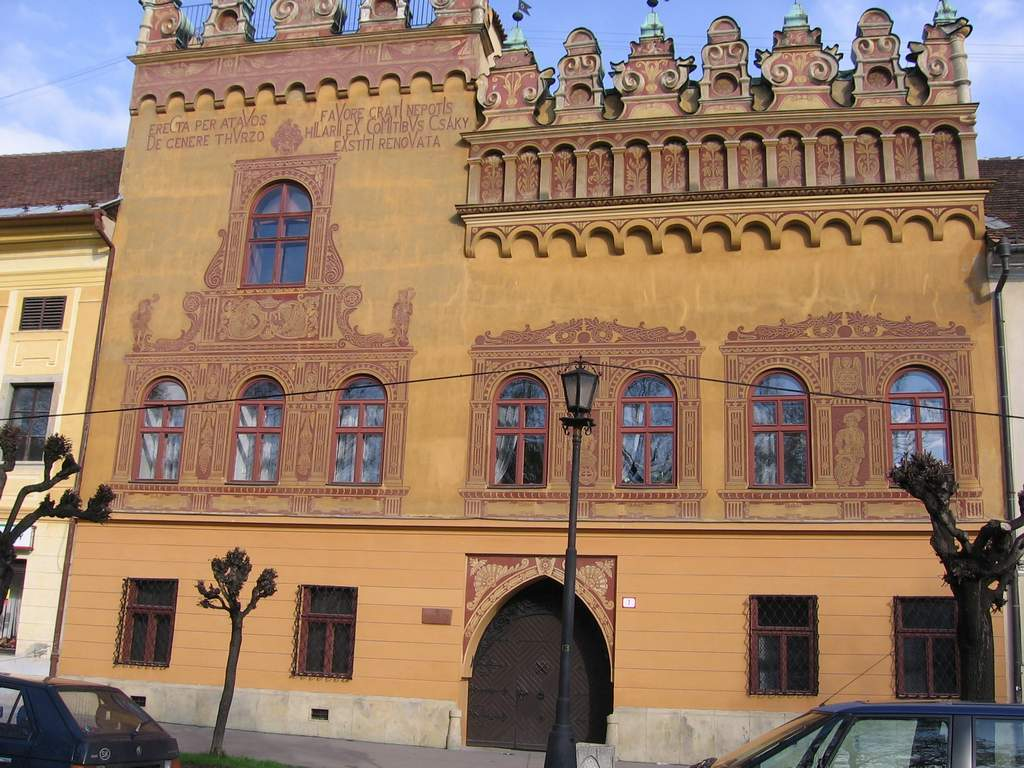
Turzův dům na náměstí
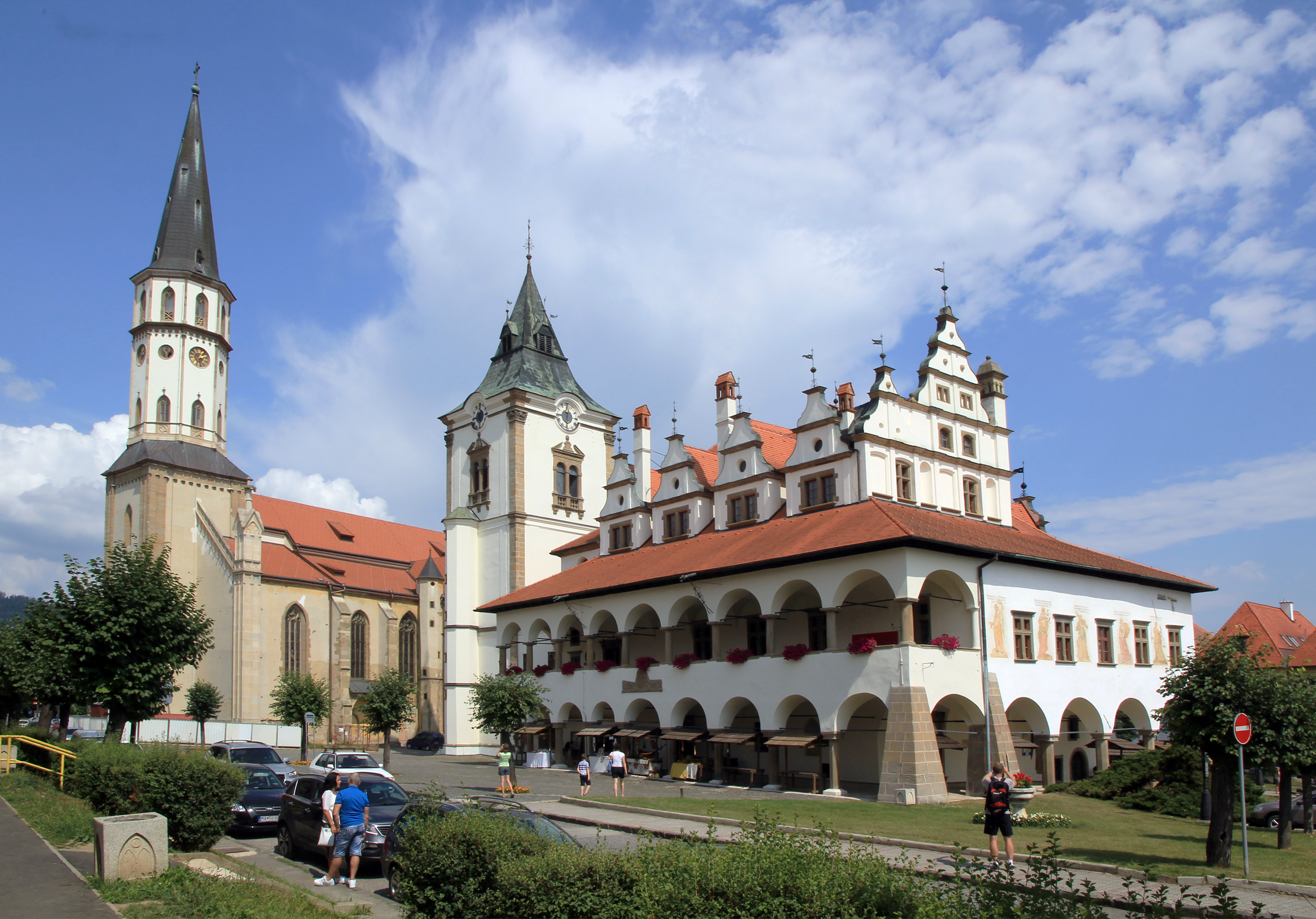
Radnice a kostel svatého Jakuba
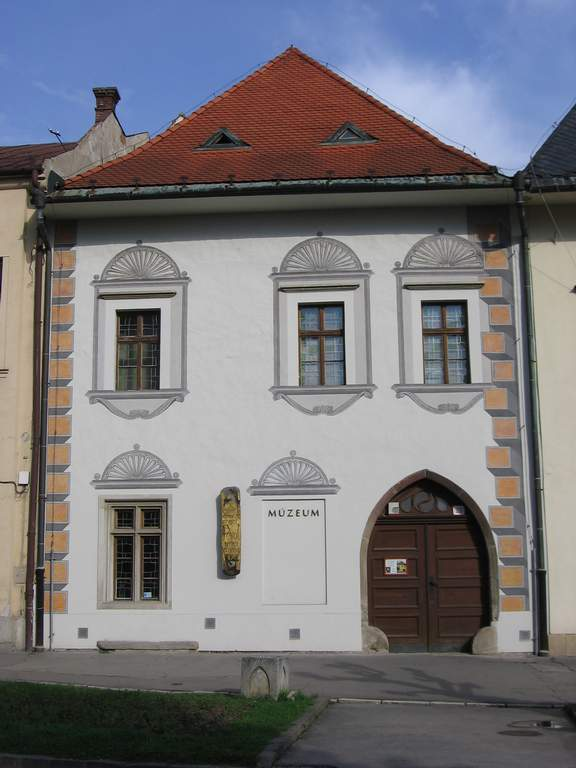
Měšťanské domy
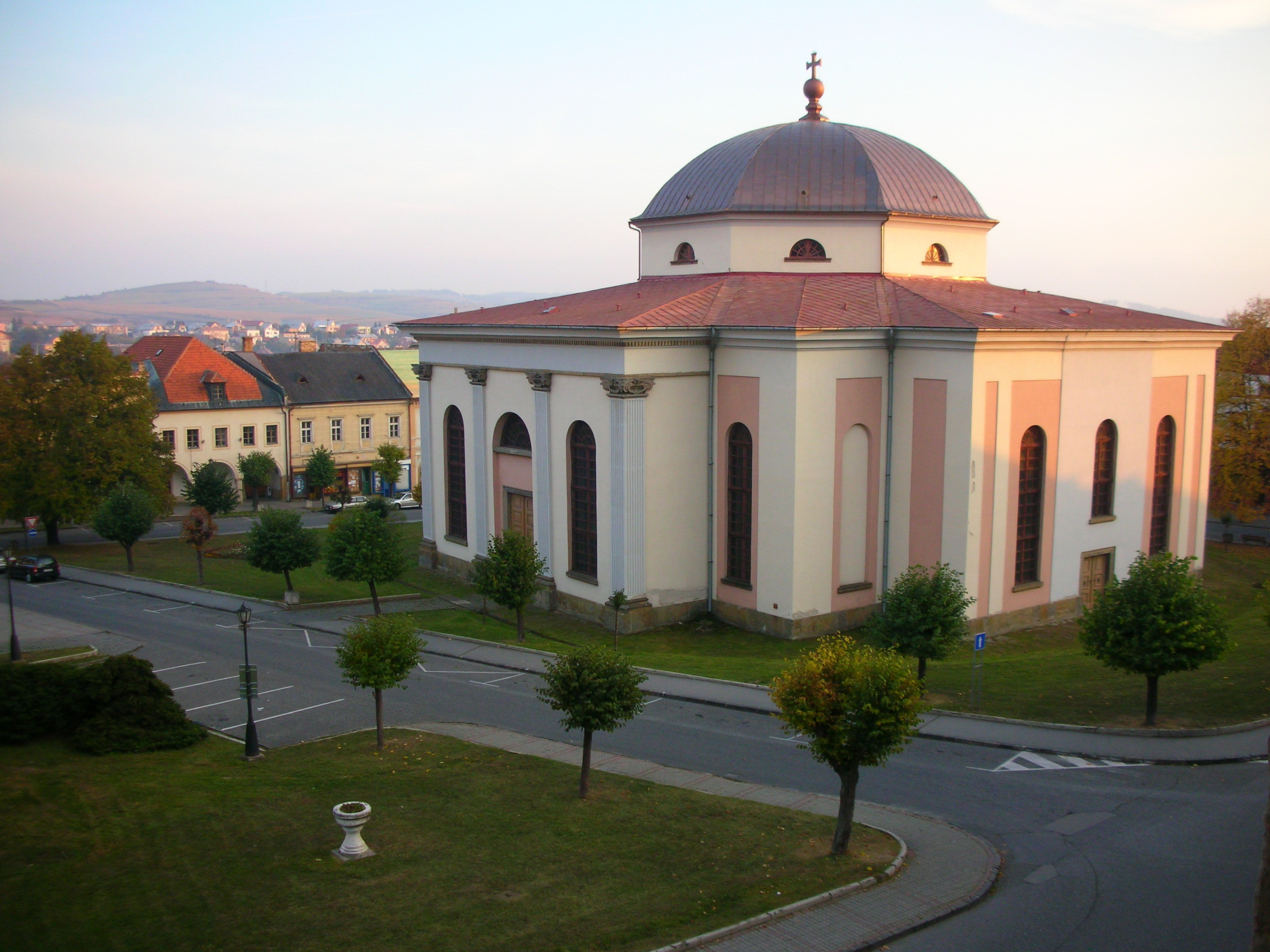
Evangelický kostel
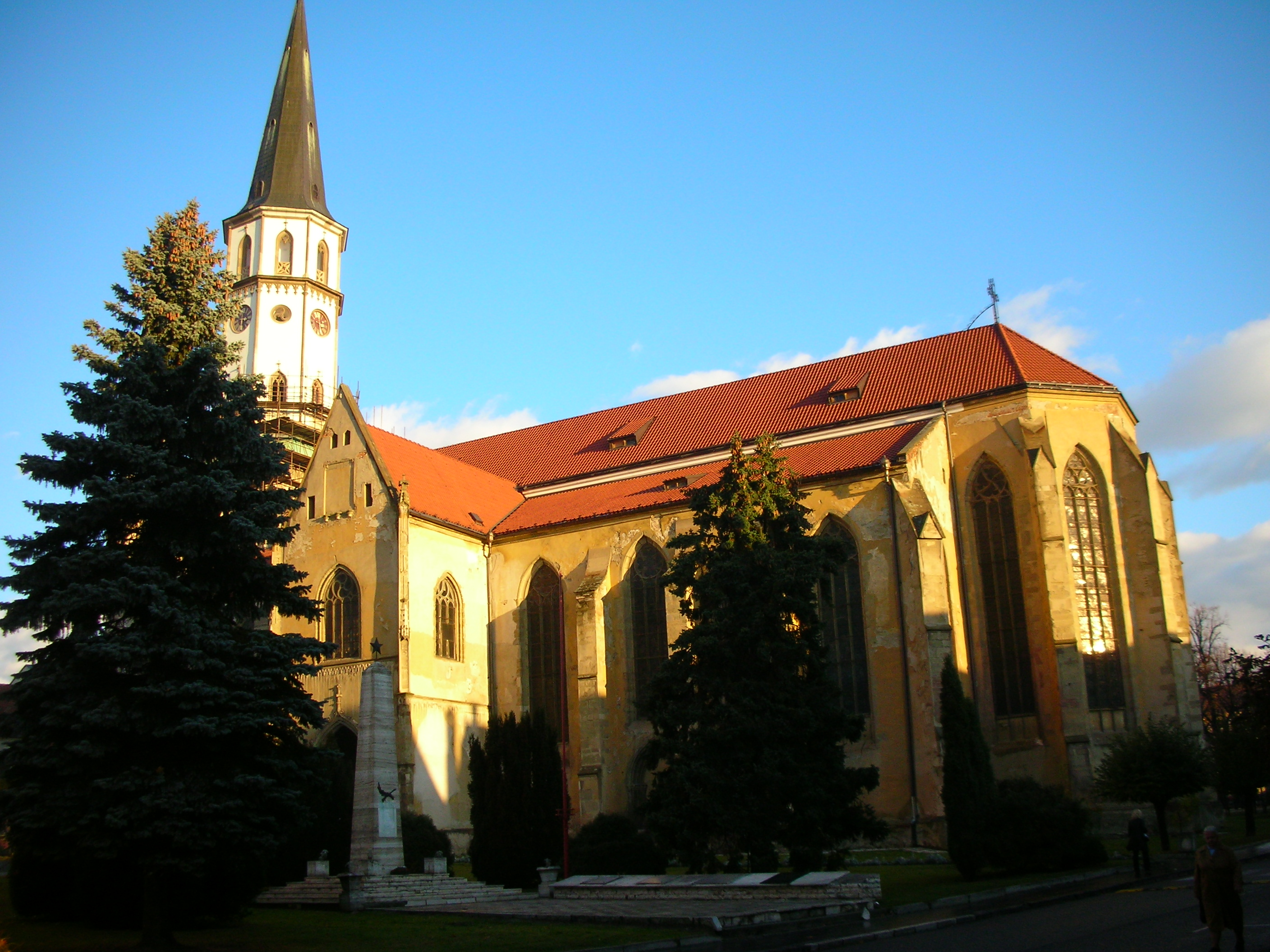
Kostel Svatého Jakuba
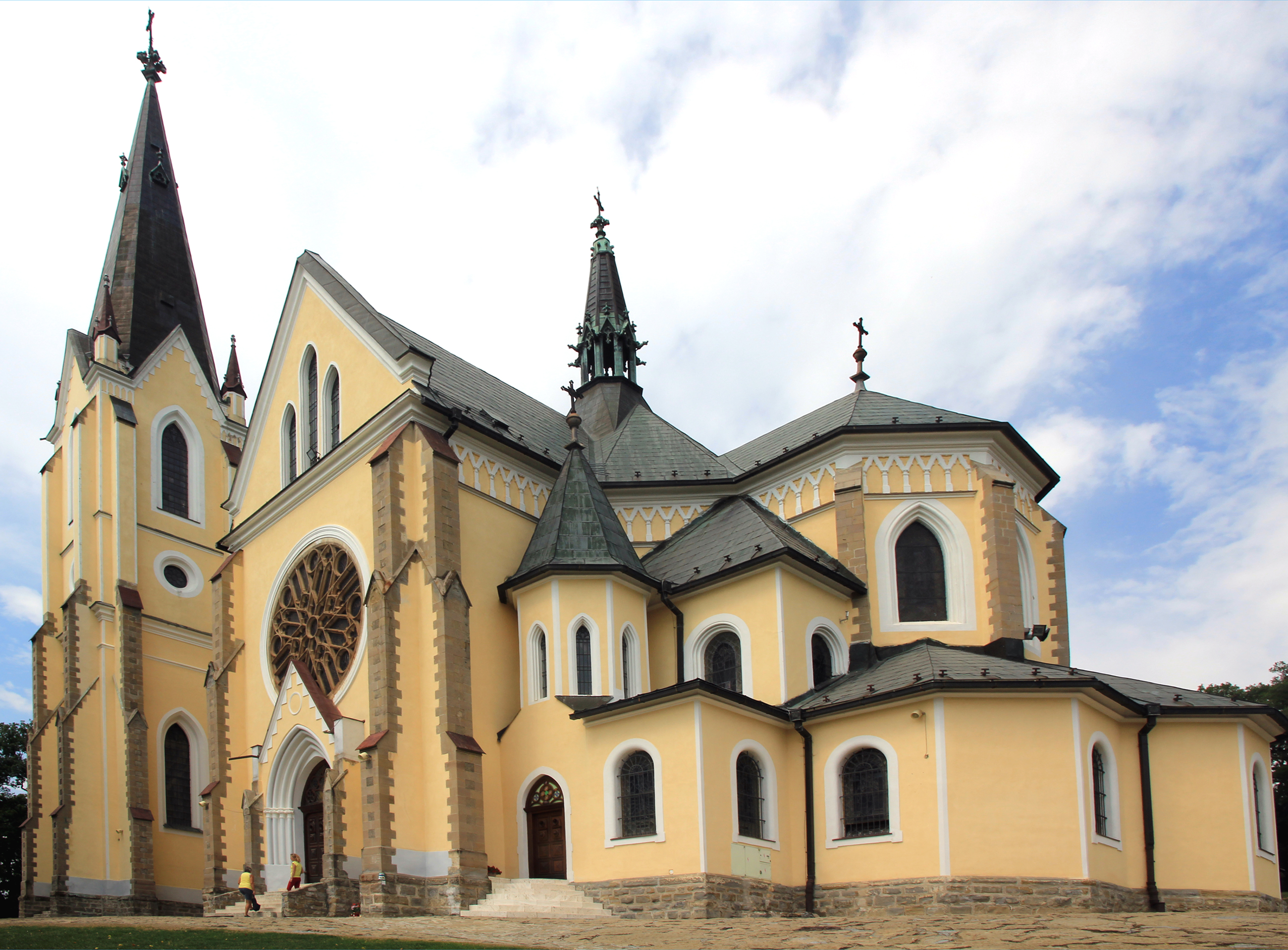
Mariánská bazilika
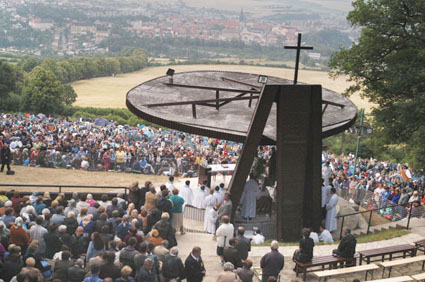
Poutní místo
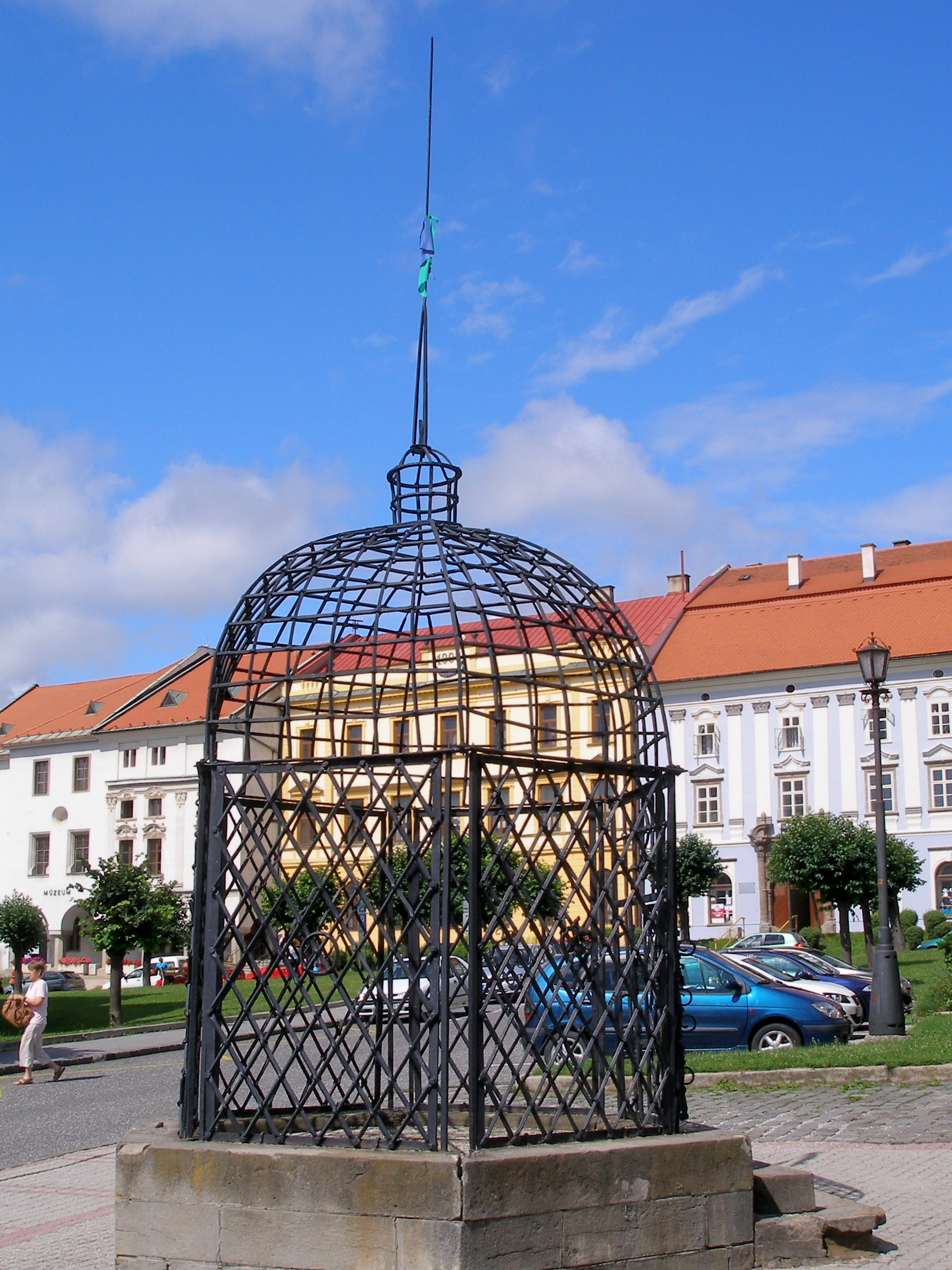
Pranýř na náměstí
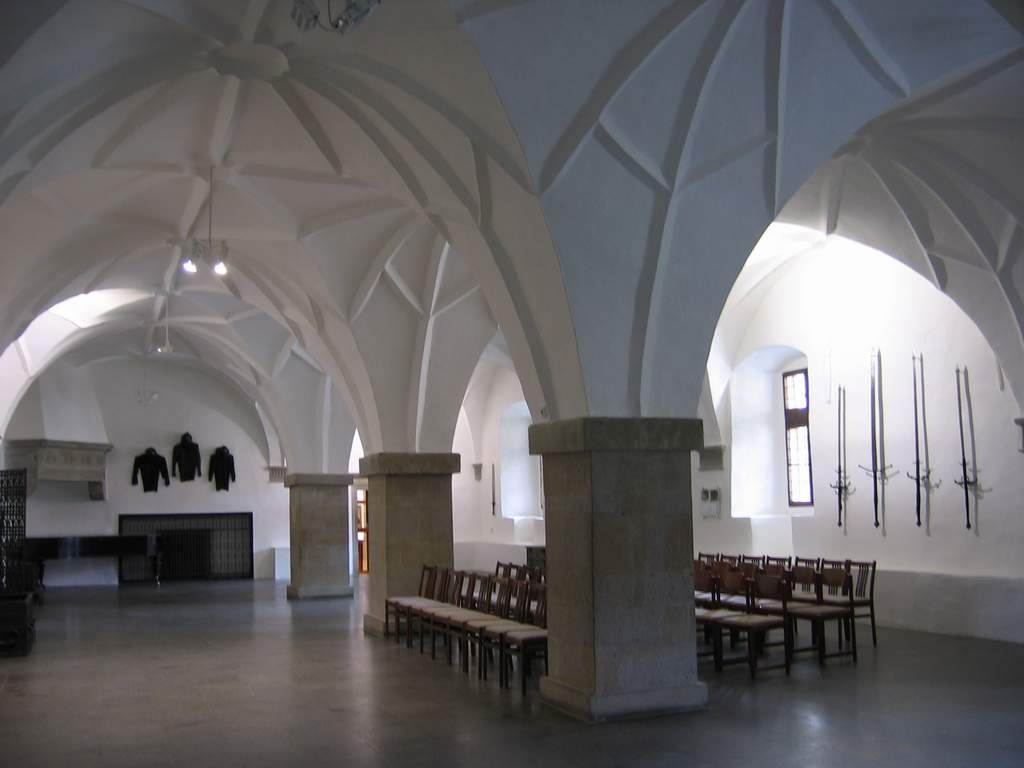
Spišské muzeum
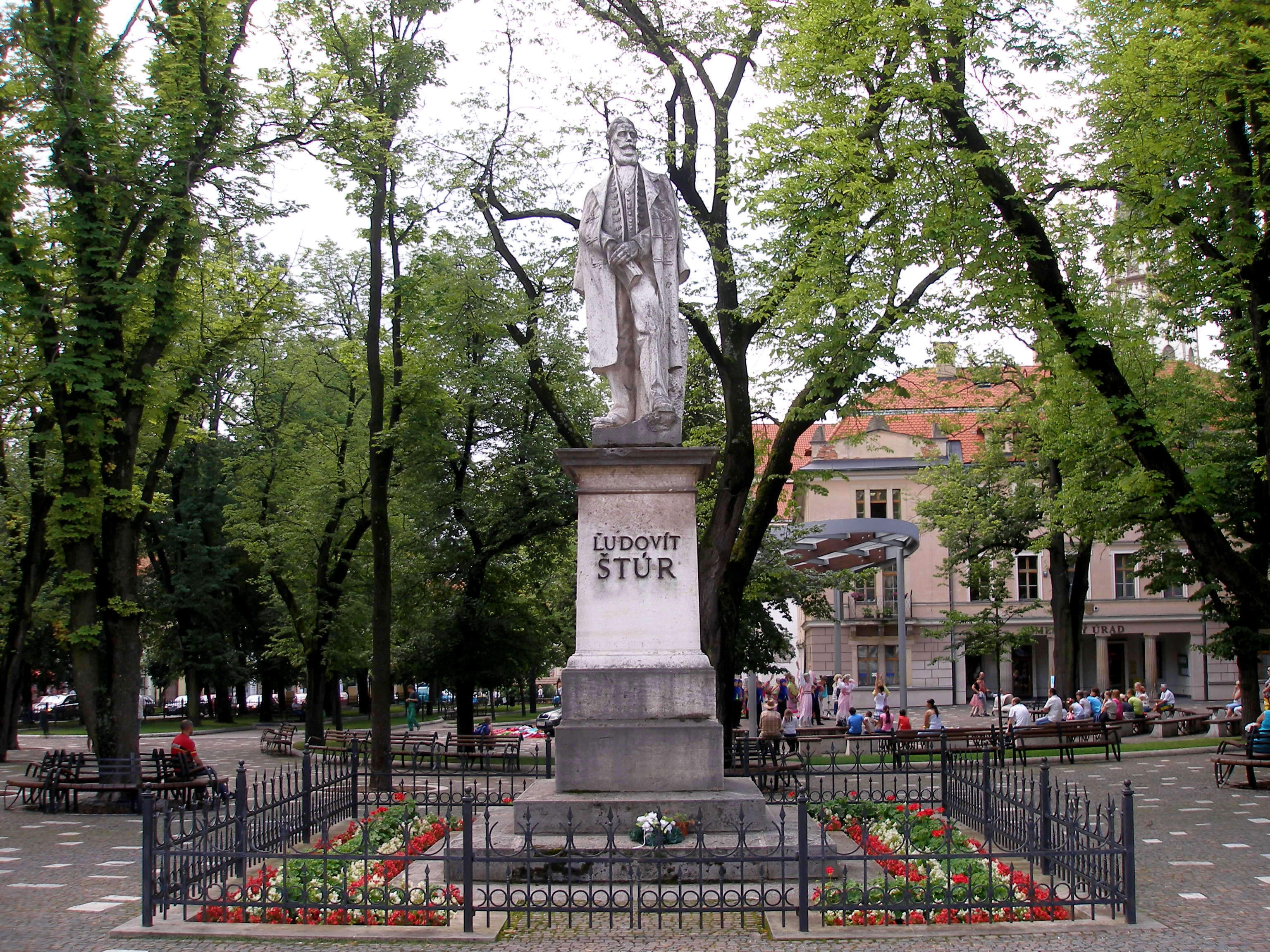
Socha Ľudovíta Štúra

## Partnerská města
- Kalwaria Zebrzydowska, Polsko
- Keszthely, Maďarsko
- Łańcut, Polsko
- Litomyšl, Česko
- Stary Sącz, Polsko[8]